# 1970年逝世人物列表
1970年逝世人物列表：1月 - 2月 - 3月 - 4月 - 5月 - 6月 - 7月 - 8月 - 9月 - 10月 - 11月 - 12月
下面是1970年逝世的知名人士列表。

## 1-2月

### 1月5日
- 马克斯·玻恩，德國物理學家，諾貝爾獎獲得者[1]

### 1月10日
- 帕维尔·别利亚耶夫，蘇聯宇航員[2]

### 1月18日
- 大衛·麥凱，耶穌基督後期聖徒教會第九任會長

### 1月25日
- 圓谷英二，日本特攝之父，在日本靜岡縣伊東市逝世

### 1月27日
- 埃裡希·赫克爾，德國畫家

### 1月29日
- 巴茲爾·利德爾·哈特，英國軍事歷史學家
- 塞爾瑪·摩根，美國社交名媛

### 1月30日
- 弗里茨·拜尔莱因，德國將軍

### 1月31日
- 斯利姆·哈波，美國歌手

### 2月2日
- 伯特兰·罗素，英國邏輯學家和哲學家，諾貝爾文學獎獲得者[3]

### 2月3日
- 伊塔洛·加里博爾迪，義大利將軍

### 2月7日
- 安倍·阿特爾，美國拳擊手[4]

### 2月14日
- 亞瑟·愛德森，美國電影攝影師
- 哈裡·斯特拉德林，美國電影攝影師

### 2月15日
- 第一代道丁男爵休·道丁，不列顛戰役期間的英國皇家空軍戰鬥機指揮官

### 2月16日
- 法蘭西斯·佩頓·勞斯，美國病理學家，諾貝爾生理學或醫學獎獲得者

### 2月17日
- 萨缪尔·约瑟夫·阿格农，以色列作家，諾貝爾獎獲得者
- 艾佛瑞·纽曼，美國電影作曲家

### 2月19日
- 朱爾斯·蒙辛，美國演員

### 2月20日
- 小若昂·卡费，巴西政治家，巴西第18任總統
- 索菲·特雷德韋爾，美國劇作家和記者[5]

### 2月22日
- 朵拉·布斯比，英國網球冠軍

### 2月24日
- 康拉德·內格爾，美國演員

## 3月

### 6日
- 威廉·霍珀，美國演員[6]

### 11日
- 埃勒·斯坦利·加德納，美國犯罪作家[7]

### 15日
- 亞瑟·阿達莫夫，俄裔法國劇作家[8]

### 16日
- 塔米·特雷爾，美國歌手

### 18日
- 保君建，中華民國外交官
- 威廉·博丁，美國電影導演

### 21日
- 馬倫·豪斯霍弗，奧地利作家

### 29日
- 薇拉·布里坦，英國作家[9]

### 30日
- 海因里希·布吕宁，德國學者和政治家，德國第21任總理

### 31日
- 謝苗·季莫申科，蘇聯將軍，蘇聯元帥

## 4月

### 1日
- 波林娜·热姆丘任娜，蘇聯政治家
- 盧道夫·馮·阿爾文斯萊本，德國納粹工作人員、黨衛軍和員警領袖

### 5日
- 路易莎·博盧斯，南非植物學家和分類學家
- 阿尔弗雷德·斯特蒂文特，美國遺傳學家

### 6日
- 莫里斯·斯托克斯，美國籃球運動員

### 8日
- 波旁-帕爾馬的費利切，夏洛特大公夫人的配偶
- 朱利葉斯·波科爾尼，奧地利出生的捷克語言學家

### 11日
- 凱茜·奧唐納，美國女演員

### 16日
- 理查德·诺伊特拉，奧地利出生的美國建築師

### 17日
- 莫斯科牧首阿列克謝一世

### 18日
- 米哈烏·卡萊茨基，波蘭經濟學家

### 19日
- 弗朗西斯科·庫尼亞·萊爾，葡萄牙政治家，葡萄牙第84任總理
- 吉普賽人羅斯·李，美國女演員

### 27日
- 亞瑟·希爾茲，愛爾蘭演員

### 28日
- 埃德·贝格利，美國演員

### 30日
- 英厄·史蒂文斯，瑞典裔美國女演員

## 5月

### 1日
- 拉爾夫·哈特利，美國發明家
- 李垠，韓國王儲

### 9日
- 沃尔特·路则，美國工會領袖兼美國汽車工人聯合會主席

### 11日
- 約翰尼·霍奇斯，美國爵士音樂家[10]

### 12日
- 瓦迪斯瓦夫·安德斯，波兰陆军將領
- 内莉·萨克斯，德國作家，諾貝爾獎獲得者[11]

### 13日
- 威廉·多貝爾，澳大利亞藝術家

### 14日
- 比莉·伯克，美國女演員

### 17日
- 海因茨·哈特曼，奧地利精神病學家和精神分析學家

### 24日
- 潘克丑，南越政治家，越南共和國國家元首

### 28日
- 尤利烏·霍蘇，羅馬尼亞羅馬天主教主教和上帝的僕人

### 29日
- 約翰·岡瑟，美國作家
- 伊娃·黑塞，德國出生的美國雕塑家

### 31日
- 特裡·索丘克，加拿大冰球運動員[12]

### 日期不詳
- 尼古拉·阿布拉姆奇克，白俄羅斯記者及奧斯曼猶太裔及亞美尼亞裔流亡政治家。

## 6月

### 1日
- 佩德罗·尤金尼奥·阿兰布鲁，前阿根廷总统

### 2日
- 布鲁斯·麦克拉伦，邁凱倫車隊創始人

### 3日
- 亚尔马·沙赫特，納粹德國經濟部長

### 7日
- 愛德華·摩根·福斯特，英國作家[13]
- 曼努埃爾·戈麥斯-莫雷諾·馬丁內斯，西班牙考古學家和歷史學家

### 8日
- 亚伯拉罕·马斯洛，美國心理學家

### 9日
- 拉斐尔·安赫尔·卡尔德隆·瓜迪亚，哥斯大黎加第19任總統

### 10日
- 巴托洛梅·布蘭奇，智利軍官，智利臨時總統

### 11日
- 亚历山大·克伦斯基，俄國革命政治家[14]

### 14日
- 罗曼·英伽登，波蘭哲學家

### 16日
- 海諾·埃勒，愛沙尼亞作曲家和作曲教師

### 21日
- 蘇卡諾，前印尼總統

### 26日
- 萊奧波爾多·馬雷沙爾，阿根廷作家

## 7月

### 6日
- 瑪喬麗·蘭博，美國女演員

### 7日
- 西爾維斯特·維爾，奧匈帝國出生的美國鬧劇喜劇演員，維爾兄弟成員

### 10日
- 比亞尼·貝內迪克松，冰島第11任總理

### 11日
- 安德列·盧薩特，法國現代主義建築師、景觀設計師

### 13日
- 莱斯利·理查德·格罗夫斯，美國將軍，曼哈頓計劃主任
- 盛世才，中國軍閥

### 14日
- 路易士·馬里亞諾，西班牙男高音

### 19日
- 埃貢·艾爾曼，德國建築師
- 帕納吉奧蒂斯·皮皮內利斯，希臘前總理

### 22日
- 弗里茨·科特納，奧地利出生的導演

### 23日
- 阿马迪奥·博尔迪加，義大利馬克思主義者

### 27日
- 安東尼奧·德·奧利維拉·薩拉薩爾，葡萄牙經濟學家和政治家，葡萄牙第100任總理

### 29日
- 约翰·巴比罗利，英國指揮家和大提琴演奏家

### 30日
- 塞尔·乔治，匈牙利指揮家

### 31日
- 威爾弗裡德·肯特·休斯爵士，澳大利亞奧運選手和政治家[15]

## 8月

### 1日
- 弗朗西斯·法默，美國女演員和電視節目主持人
- 朱塞佩·皮薩多，義大利羅馬天主教紅衣主教
- 奥托·海因里希·瓦尔堡，德國醫生和生理學家，諾貝爾生理學或醫學獎獲得者[16]

### 7日
- 內田吐夢，日本電影導演[17]

### 8日
- 傑里·道森，伯恩利和國家隊

### 10日
- 贝尔恩德·阿洛伊斯·齐默尔曼，德國作曲家

### 12日
- 葛籣·哈特朗夫特，美國運動員

### 18日
- 索萊達·米蘭達，西班牙女演員

### 20日
- 澤基·維利迪·托根，土耳其歷史學家

### 22日
- 弗拉基米尔·雅可夫列维奇·普罗普，蘇聯民俗學家

### 23日
- 阿卜杜勒·哈利勒，蘇丹第三任總理

### 30日
- 德爾·摩爾，美國演員、喜劇演員和電臺播音員

## 9月

### 1日
- 弗朗索瓦·莫里亚克，法國作家，諾貝爾獎獲得者

### 2日
- 马里-皮埃尔·柯尼希，法國將軍和政治家

### 3日
- 文斯·隆巴迪，美式橄欖球運動員和教練
- 艾倫·威爾遜，美國音樂家（罐頭熱）[18]

### 5日
- 傑西·彭寧頓，英國足球運動員[19]
- 约亨·林特，奧地利賽車手，1970年一級方程式賽車手冠軍[20]

### 7日
- 伊紮克·葛籣鮑姆，兩次世界大戰期間猶太復國主義運動的領導人

### 12日
- 雅各布·维纳，加拿大經濟學家[21]

### 14日
- 鲁道夫·卡尔纳普，德裔美國哲學家和數學家

### 18日
- 吉米·亨德里克斯，美國吉他手、歌手、音樂人[22]

### 22日
- 艾丽斯·汉密尔顿，第一位被任命為哈佛大學教員的女性
- 喬·希基，美國政治家、法學家、州長和懷俄明州參議員

### 23日
- 安德烈·布爾維爾，法國演員[23]

### 25日
- 埃里希·玛利亚·雷马克，德國作家[24]

### 28日
- 约翰·多斯·帕索斯，美國小說家[25]
- 馬哈茂德·蒙塔西爾，利比亞第一任總理
- 贾迈勒·阿卜杜-纳赛尔，埃及第31任總理和埃及第2任總統

### 29日
- 愛德華·埃弗雷特·霍頓，美國演員

### 30日
- 貝內代托·阿洛伊西·馬塞拉，義大利羅馬天主教紅衣主教

## 10月

### 1日
- 佩塔爾·孔約維奇，南斯拉夫作曲家

### 4日
- 珍妮絲·賈普林，美國搖滾歌手

### 10日
- 爱德华·达拉第，法國第72任總理[26]

### 12日
- 費奧多爾·斯捷潘諾維奇·羅揚科夫斯基，俄羅斯插畫家[27]

### 18日
- 扎伊德·本·海珊親王

### 19日
- 拉萨罗·卡德纳斯，墨西哥第44任總統[28]

### 21日
- 歐內斯特·哈勒，美國電影攝影師

### 24日
- 理查德·霍夫施塔特，美國歷史學家

### 25日
- 勒内·施奈德，智利陸軍總司令

### 29日
- 梅姆·奧斯利，美國政治家，密蘇里州歷史上第一位女市長

## 11月

### 2日
- 艾布拉姆·貝西科維奇，俄羅斯數學家
- 費爾南德·格雷維，法國演員

### 4日
- 弗里德里希·克尔纳，德國日記作家[29]

### 6日
- 奧古斯丁·拉拉，墨西哥作曲家[30]

### 8日
- 拿破仑·希尔，新思想領域的美國作家

### 9日
- 夏爾·戴高樂，前法國總統

### 13日
- 貝茜·布拉多克，英國政治家[31]

### 15日
- 康斯坦丁諾斯·薩爾達裡斯，希臘政治家，兩屆希臘總理

### 19日
- 安德列·葉列緬科，蘇聯軍事領導人，蘇聯元帥
- 瑪麗亞·尤迪娜，蘇聯鋼琴家

### 21日
- 钱德拉塞卡拉·拉曼，印度物理學家
- 珀西·恩斯特·施拉姆，德國歷史學家

### 23日
- 尤索夫·伊萨，新加坡政治家，新加坡第一任總統

### 25日
- 三島由紀夫，日本小說家，在發表煽動軍事政變的演說後，切腹自殺身亡。[32]
- 路易絲·格勞姆，美國女演員

## 12月

### 7日
- 魯布·戈德堡，美國漫畫家

### 8日
- 克裡斯托弗·凱爾克·英戈爾德，英國化學家

### 9日
- 費羅茲·汗·諾恩，巴基斯坦第7任總理

### 14日
- 第一代斯利姆子爵威廉·斯利姆，英國陸軍元帥和第13任澳大利亞總督

### 15日
- D·F·蘭杜，英國商人、怡和洋行大班、香港兩局議員
- 欧内斯特·马斯登，英裔紐西蘭物理學家

### 16日
- 弗裡德里希·波洛克，德國社會科學家和哲學家

### 23日
- 查理·拉格爾斯，美國演員[33]

### 29日
- 巴伐利亞的阿達爾貝特，路德維希·斐迪南王子的次子。

### 30日
- 桑尼·利斯頓，美國拳擊手
- 萊諾·烏爾里克，美國女演員[34]

### 31日
- 西里爾·斯科特，英國作曲家、作家和詩人